# Jean-Baptiste Capefigue
Jean-Baptiste Honoré Raymond Capefigue, född 1801 i Marseille, död den 23 december 1872 i Paris, var en fransk författare och historiker.
Bland Capefigues många historiska arbeten kan nämnas Histoire de Philippe Auguste (4 band, 1829), L'Europe pendant le Consulat et l'Empire de Napoléon (10 band, 1839–1841), Histoire de la Restauration (10 band, 1831–1833).